# Curaçaos fotbollsförbund
Curaçaos fotbollsförbund, officiellt Federashon Futbòl Kòrsou, är ett specialidrottsförbund som organiserar fotbollen på Curaçao. Förbundet är den legala efterträdaren till Nederländerna Antillernas fotbollsförbund som upplöstes år 2010.
Förbundet grundades 1921 och gick med i Concacaf 1961. De anslöt sig till Fifa år 1932. Curaçaos fotbollsförbund har sitt huvudkontor i Willemstad.